# Xanthopimpla latifacialis
Xanthopimpla latifacialis är en stekelart som beskrevs av Huang och Wang 1996. Xanthopimpla latifacialis ingår i släktet Xanthopimpla och familjen brokparasitsteklar. Inga underarter finns listade i Catalogue of Life.